# Ерёменко, Александр Анатольевич
Александр Анатольевич Еременко (род. 6 марта 1954 года, Донецк, УССР, СССР) — советский и российский анестезиолог и реаниматолог, член-корреспондент РАН (2016).

## Биография
Родился 6 марта 1954 года в Донецке в семье служащих.
В 1977 году — окончил Донецкий медицинский институт.
С 1979 года — работает в Российском научном центре хирургии имени академика Б. В. Петровского, где прошел путь от клинического ординатора до профессора, руководителя отделения реанимации и интенсивной терапии.
В 1982 году — защитил кандидатскую диссертацию на тема: «Мониторно-компьютерное наблюдение за состоянием гемо-динамики больных после операций на открытом сердце».
В 1988 году — защитил докторскую диссертацию, тема: «Компьютерная диагностика в распознавании и лечении послеоперационной острой недостаточности кровообращения у кардиохирургических больных».
В 2016 году — избран членом-корреспондентом РАН.

## Научная деятельность
Ведет исследования в области, посвященной оценке и коррекции нарушений гемодинамики, внешнего дыхания, кислородтранспортной функции у пациентов после реконструктивных операций на сердце и аорте, лечение больных с синдромом полиорганной недостаточности с помощью экстракорпоральных методов детоксикации.
Автор более 200 печатных работ и глав в 9 монографиях, в том числе: «Руководство по анестезиологии», «Трансфузиология в реаниматологии», «Национальное руководство по интенсивной терапии», «Руководство по кардиоанестезиологии», «Инфузионно-трансфузионная терапия в клинической медицине».
Под его руководством защищено 15 кандидатских диссертаций, одна докторская диссертация.

### Научно-организационная деятельность
- член-корреспондент ассоциации анестезиологов и реаниматологов республики Куба;
- член редколлегии журналов «Анестезиология и реаниматология», «Кардиология и сердечно-сосудистая хирургия»;
- член редакционного совета журнала «Клиническая и экспериментальная хирургия».

## Награды
- Орден Почёта (2025)[3]
- Заслуженный деятель науки Российской Федерации (2015)[4]
- Заслуженный врач Российской Федерации (2004)[5]
- Медаль «В память 850-летия Москвы»